# Psectra minima
Psectra minima is een insect uit de familie van de bruine gaasvliegen (Hemerobiidae), die tot de orde netvleugeligen (Neuroptera) behoort. 
Psectra minima is voor het eerst wetenschappelijk beschreven door Banks in 1920.